# Tithrone corseuili
Tithrone corseuili är en bönsyrseart som beskrevs av Jantsch 1986. Tithrone corseuili ingår i släktet Tithrone och familjen Acanthopidae. Inga underarter finns listade i Catalogue of Life.